# Alaksandr Hołownia
Alaksandr Witalewicz Hołownia, biał. Аляксандр Віталевіч Головня, ros. Александр Витальевич Головня, Aleksandr Witaljewicz Gołownia (ur. 20 października 1959 w Mozyrzu, w obwodzie homelskim, Białoruska SRR) – białoruski piłkarz, grający na pozycji obrońcy.

## Kariera piłkarska

### Kariera klubowa
Wychowanek Szkoły Sportowej Dynama Mińsk. W 1976 rozpoczął karierę piłkarską w klubie Maszynabudaunik Homel, który potem zmienił nazwę na Homsielmasz. Latem 1978 został zaproszony do Dynamy Mińsk. Latem 1981 został przeszedł do Dinama Moskwa. W 1987 przeniósł się do Łokomotiwu Moskwa. W 1990 w ramach programu wymiany kulturalnej pomiędzy ZSRR a USA został oddelegowany do Orlando Lions na Florydzie, a do Lokomotiwu odszedł Dale Mulholland. W taki sposób został pierwszym radzieckim piłkarzem, który występował w USA. W latach 1990–1992 grał w zespole piłkarskim indoor San Diego Soccers, w którym zakończył karierę piłkarza.

### Kariera reprezentacyjna
Do 1978 bronił barw juniorskiej reprezentacji ZSRR. W 1979 występował w młodzieżowej reprezentacji ZSRR na Mistrzostwach świata U-20.

## Sukcesy i odznaczenia

### Sukcesy piłkarskie
reprezentacja ZSRR
- mistrz Europy U-18: 1978
- wicemistrz świata U-20: 1979

Dynama Mińsk
- brązowy medalista Pierwoj ligi ZSRR: 1978

Dinamo Moskwa
- zdobywca Pucharu ZSRR: 1984

Łokomotiw Moskwa
- wicemistrz Pierwoj ligi ZSRR: 1987

### Odznaczenia
- tytuł Mistrza Sportu: 1979